# Châteauneuf-de-Chabre
Pour les articles homonymes, voir Châteauneuf.
Châteauneuf-de-Chabre est une ancienne commune française située dans le département des Hautes-Alpes en région Provence-Alpes-Côte d'Azur, devenue, le 1er janvier 2016, une commune déléguée de la commune nouvelle de Val Buëch-Méouge.

## Géographie

### Localisation
Châteauneuf-de-Chabre se situe au sud du département des Hautes-Alpes, à environ 43 km par la route au sud de la préfecture Gap et à environ 17 km par la route au nord-ouest de Sisteron, dans les Alpes-de-Haute-Provence.
Sept communes (huit en incluant le quadripoint avec Orpierre) sont limitrophes de Châteauneuf-de-Chabre, dont une avec le département limitrophe des Alpes-de-Haute-Provence :
| Orpierre (quadripoint) | Nossage-et-Bénévent, Saléon | Laragne-Montéglin               |
|                        | Châteauneuf-de-Chabre       | Mison (Alpes-de-Haute-Provence) |
| Barret-sur-Méouge      | Saint-Pierre-Avez           | Antonaves                       |

### Géologie, relief et hydrographie
Le territoire se situe dans la vallée du Buëch, affluent de la Durance qu'il rejoint à environ 17 kilomètres en aval de Châteauneuf. Plus précisément, il se trouve au niveau de la confluence du Buëch avec la Méouge, qui s'écoule d'ouest en est depuis la montagne d'Albion, à une trentaine de kilomètres de Châteauneuf. La commune se trouve donc aux confins orientaux du massif des Baronnies, au pied de la montagne de Chabre.

### Voies de communication et transports

#### Voies routières
La desserte routière est assurée par la proximité de l'autoroute A51 et des routes nationales 75 et 85 désormais appelées respectivement routes départementales (RD) 1075 et 1085.
Le territoire communal est traversé par la RD 942, reliant le sud de la Drôme et les gorges de la Méouge à Laragne-Montéglin, et la RD 948 vers Sisteron. Une RD 124 dessert le village du Plan et continue vers Antonaves.

#### Transports en commun
La commune est desservie par la ligne de bus no 43 (Laragne - Mévouillon).

## Toponymie
Châteauneuf-de-Chabre est la forme francisée de Chastenòu de Chabra gaviot datant de 1100, sous la forme Castrum novum de Capra vers 1177 et en 1288.
Chastenòu de Chabra en provençal alpin.
Au moins trois montagnes s'appellent actuellement Chabre (« chèvre ») en provençal alpin.

## Histoire
Les communes de Châteauneuf-de-Chabre, Antonaves et Ribiers ont fusionné le 1er janvier 2016 pour former Val-Buëch-Méouge. Ribiers abritera le siège de la nouvelle commune. Cependant, l'école et les services postaux sont maintenus.

## Politique et administration
| Période                                  | Période  | Identité       | Étiquette     | Qualité                                             |
| ---------------------------------------- | -------- | -------------- | ------------- | --------------------------------------------------- |
| Les données manquantes sont à compléter. |          |                |               |                                                     |
| mars 2001                                | En cours | Albert Moullet | ? puis UMP-LR | Conseiller général du canton de Ribiers (1979-2015) |

## Population et société

### Démographie
L'évolution du nombre d'habitants est connue à travers les recensements de la population effectués dans la commune depuis 1793. À partir du 1er janvier 2009, les populations légales des communes sont publiées annuellement dans le cadre d'un recensement qui repose désormais sur une collecte d'information annuelle, concernant successivement tous les territoires communaux au cours d'une période de cinq ans. 
Pour les communes de moins de 10 000 habitants, une enquête de recensement portant sur toute la population est réalisée tous les cinq ans, les populations légales des années intermédiaires étant quant à elles estimées par interpolation ou extrapolation. Pour la commune, le premier recensement exhaustif entrant dans le cadre du nouveau dispositif a été réalisé en 2005,.
En 2013, la commune comptait 332 habitants, en évolution de +8,85 % par rapport à 2008 (Hautes-Alpes : +2,98 %, France hors Mayotte : +2,49 %).
| 1793 | 1800 | 1806 | 1821 | 1831 | 1836 | 1841 | 1846 | 1851 |
| ---- | ---- | ---- | ---- | ---- | ---- | ---- | ---- | ---- |
| 280  | 223  | 265  | 228  | 232  | 205  | 207  | 209  | 208  |

| 1856 | 1861 | 1866 | 1872 | 1876 | 1881 | 1886 | 1891 | 1896 |
| ---- | ---- | ---- | ---- | ---- | ---- | ---- | ---- | ---- |
| 186  | 180  | 173  | 180  | 170  | 149  | 129  | 146  | 149  |

| 1901 | 1906 | 1911 | 1921 | 1926 | 1931 | 1936 | 1946 | 1954 |
| ---- | ---- | ---- | ---- | ---- | ---- | ---- | ---- | ---- |
| 133  | 143  | 156  | 147  | 133  | 129  | 123  | 137  | 150  |

| 1962 | 1968 | 1975 | 1982 | 1990 | 1999 | 2005 | 2010 | 2013 |
| ---- | ---- | ---- | ---- | ---- | ---- | ---- | ---- | ---- |
| 129  | 125  | 158  | 214  | 238  | 259  | 297  | 315  | 332  |

### Enseignement
Châteauneuf-de-Chabre dépend de l'académie d'Aix-Marseille ; elle gère une école primaire publique, où 55 élèves sont scolarisés.

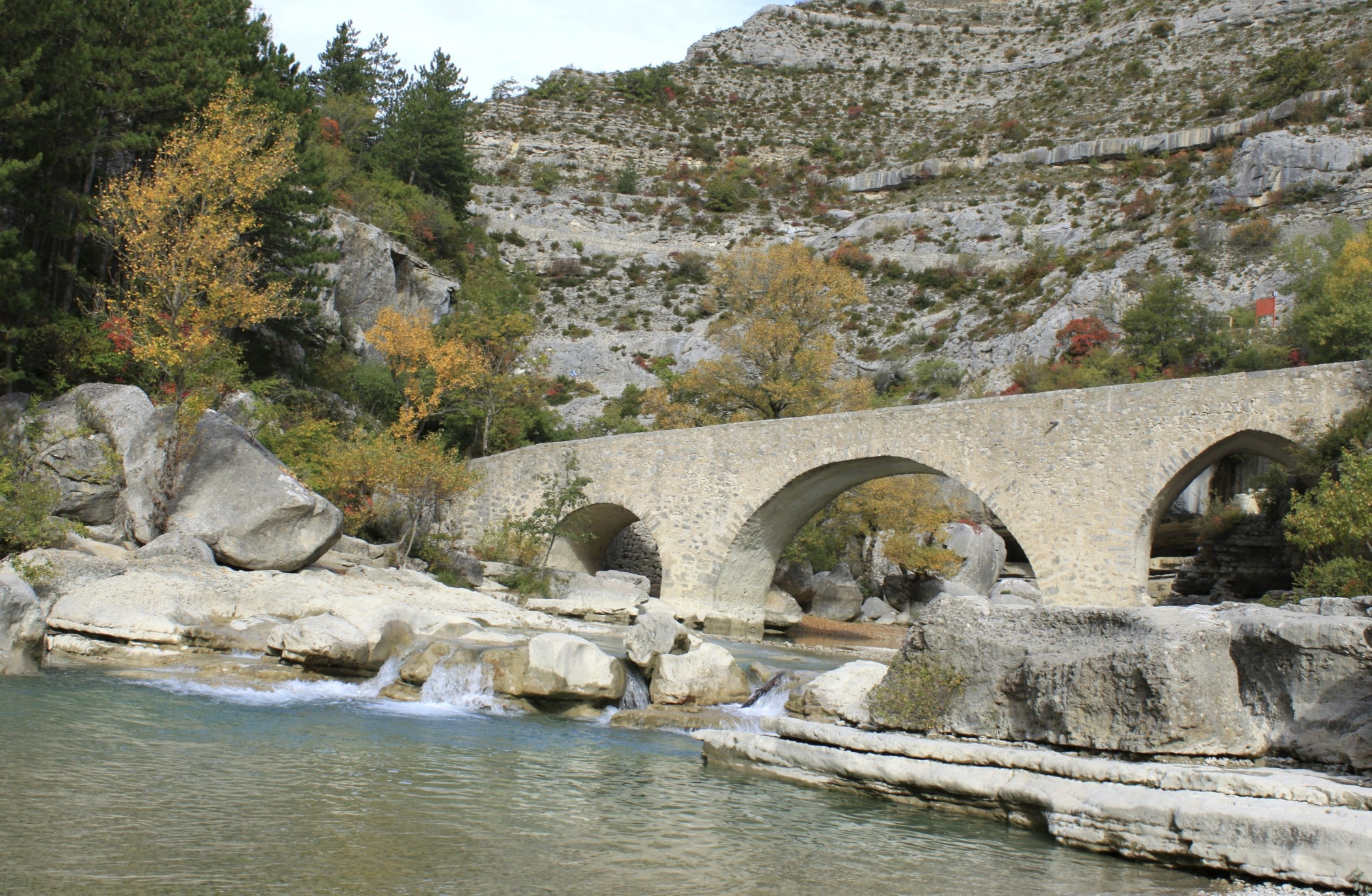
Pont médiéval sur la Méouge

## Lieux et monuments
- Pont médiéval de Châteauneuf-de-Chabre, classé au titre des monuments historiques par arrêté du 18 décembre 1981[10].